# José Patiño Rosales
Don José Patiño y Rosales, in Italia noto anche come Giuseppe Patino (Milano, 11 aprile 1666 – La Granja de San Ildefonso, 3 novembre 1736), è stato un politico e diplomatico spagnolo.

## Biografia
Era nato in una famiglia della piccola nobiltà gallega fedele alla dinastia borbonica, figlio cadetto di don Lucas Patiño de Ibarra, signore di Castelar, e di Beatrice de Rosales y Facini. All'epoca della sua nascita, il padre era membro del Consiglio privato e ispettore delle truppe spagnole nel ducato di Milano. José Patiño, che era stato destinato al sacerdozio, fu educato in Italia, frequentò il collegio dei Gesuiti di Milano e divenne membro della Compagnia di Gesù nella provincia italiana.
La famiglia Patiño aveva sostenuto con forza la dinastia borbonica nella guerra di successione spagnola; il fratello maggiore Baltasar, poi marchese di Castelar, aveva svolto una brillante carriera diplomatica e il figlio di quest'ultimo, Lucas, era un valoroso generale. José Patiño fu "scoperto" a Milano dal re Filippo V di Spagna il quale, dopo averlo indotto ad abbandonare la Compagnia di Gesù, gli affidò incarichi politico-amministrativi di grande importanza durante e dopo la guerra di successione spagnola; in particolare, gli concesse un seggio nel Senato di Milano, e, dopo la perdita del ducato milanese da parte della Spagna, lo richiamò nella madrepatria nel 1707 con l'incarico di ministro del Consiglio Reale degli Ordini. Durante la Guerra di successione spagnola Patiño prestò servizio come intendente dell'Estremadura e poi della Catalogna (1711-18).
Nel 1717 fu nominato intendente dell' Armada Española; comprendendo che la sorte della Spagna sarebbe stata decisa sul mare nella lotta contro l'Inghilterra, Patiño riorganizzò l' Armada sul modello francese, rafforzando anche l'esercito. Le sue capacità e la dedizione al lavoro gli assicurarono anche l'appoggio di Giulio Alberoni, il potente cardinale italiano al servizio di Filippo V; alla simpatia dell'Alberoni potrebbe aver contribuito anche l'educazione italiana ricevuta dal Patiño, il quale per tutta la vita parlò uno spagnolo molto italianizzato. Patiño, tuttavia, diffidava della politica estera perseguita dall'Alberoni a supporto dei progetti dinastici della regina Elisabetta Farnese, tesa a garantire un trono ai suoi figli.
Pur ritenendole pericolose per la sicurezza della Spagna, Patiño ubbidì tuttavia senza discutere alle direttive dell'Alberoni e si mise in luce per l'efficienza mostrata nell'organizzazione, tra il 1718 e il 1720, di varie spedizioni militari in Sardegna, in Sicilia e a Ceuta.
José Patiño attirò su di sé l'attenzione dei sovrani nel 1720 durante lo svolgimento delle operazioni militari contro le truppe francesi nei pressi della frontiera della Navarra, nel corso della disastrosa guerra della Quadruplice Alleanza, nelle quali svolgeva la funzione di commissario generale. Ottenne tuttavia la piena fiducia del re solo nel 1726 dopo la destituzione di Juan Guillermo Riperdá, l'avventuriero olandese divenuto il principale collaboratore di Filippo V dopo l'allontanamento dell'Alberoni (1719).
Assieme al fratello Baltasar, marchese di Castelar, José Patiño era stato il principale oppositore del Ripperdá; nel 1725 Ripperdá tentò di allontanarlo da Madrid inviandolo ambasciatore a Bruxelles. Ma l'anno successivo, caduto il Ripperdá, Patiño rientrava al governo come segretario per la Marina e le Indie, vale a dire ministro per le colonie e gli affari esteri, e successivamente per la guerra: pur non portandone il titolo, in realtà dal 13 maggio 1726 fino alla sua morte Patiño fu il segretario di stato (primo ministro) di Filippo V; dal 1734 al 1736 Patiño fu tuttavia formalmente primo ministro, sia pure ad interim.
In economia, José Patiño fu fautore di teorie mercantilistiche: protesse pertanto le industrie spagnole e favorì la fondazione di compagnie mercantili per lo sfruttamento delle colonie spagnole nelle Americhe e nelle Filippine.
Quando si delineò la guerra di successione polacca, Patiño sostenne l'alleanza con la Francia. Fra il 1728 e il 1729 prese parte alle trattative diplomatiche che sfociarono nel trattato di Siviglia che permise fra l'altro di esaudire i desideri di Elisabetta Farnese di riservare il Ducato di Parma e Piacenza al figlio Carlo. Più tardi (1734) l'esercito spagnolo permetterà a Carlo di ottenere i regni di Napoli e di Sicilia la cui politica Patiño controllò con primi ministri spagnoli, il Santisteban e il Montealegre.
Nel 1735 dette inizio anche a una guerra con il Portogallo per far riottenere alla Spagna la Banda Oriental, i territori posti a oriente del fiume Uruguay. Nell'ultima parte del suo governo si prodigò nel portare avanti la laboriose trattative con l'Inghilterra per risolvere le controversie tra i due paesi nate dalla rivalità commerciale e coloniale nelle Americhe; nel 1739, dopo la morte del Patiño, tali controversie portarono allo scoppio della Guerra anglo-spagnola.